# OreSkaBand
OreSkaBand (オレスカバンド, Oresukabando) est un girls band japonais de ska, originaire de Sakai, dans la préfecture d'Osaka. Ils ont régulièrement tourné au Japon, mais aussi en Amérique du Nord, en Amérique du Sud et en Europe,.

## Histoire

### Débuts

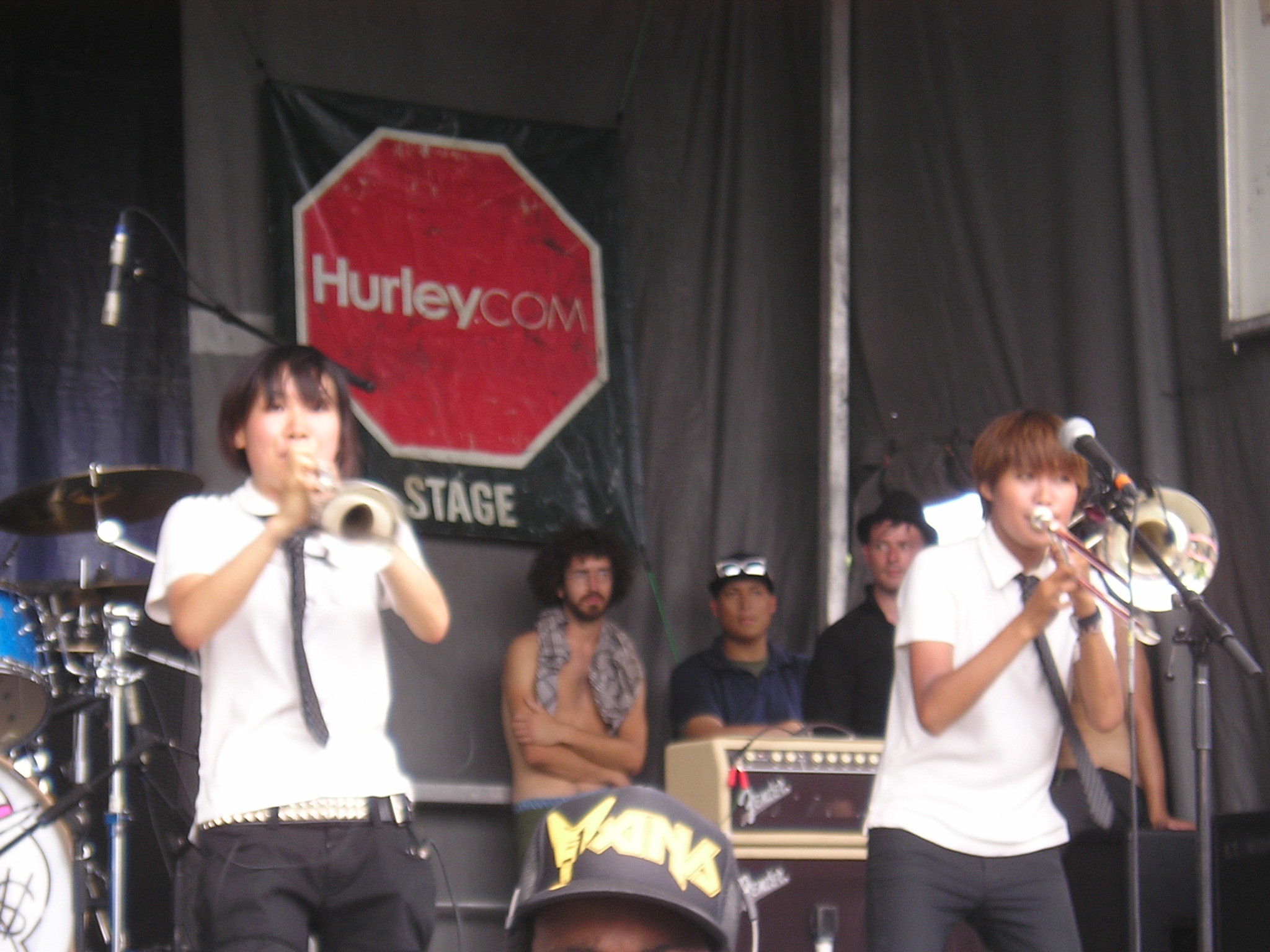
OreSkaBand, au Vans Warped Tour en 2008.

Le groupe attire l'attention des médias en apparaissant dans une publicité pour le célèbre snack japonais Pocky. En juillet 2006, leur premier EP, Ore, sorti et un mois plus tard, ils se produisent au Fuji Rock Festival attirant 1 000 spectateurs, un record pour un nouvel artiste. En mars 2007, les membres du groupe obtiennent leur diplôme de fin d'études secondaires, les membres du groupe obtiennent leur diplôme de fin d'études secondaires et partent en tournée aux États-Unis.
En avril 2007, leur chanson Tsumasaki (爪先) est utilisée pour la 11e fin de l'anime Bleach. En mai, elles sortent leur premier album complet, WAO !!. Elles se produisent à l'Anime Expo de Long Beach, en Californie, en juillet 2007, et se participent au Vans Warped Tour 2008. Oreskaband joue dans le film Lock and Roll Forever, dont la sortie était prévue en 2008 au Japon. Malgré l'implication de plusieurs personnes associées à la franchise High School Musical, dont les producteurs Bill Borden et Barry Rosenbush, le scénariste Peter Barsocchini et l'acteur Lucas Grabeel dans un rôle principal, ainsi qu'une apparition de Joan Jett, la sortie japonaise du film ne s'est jamais concrétisée et, après la première américaine, le film ne refait surface qu'en 2013 en Scandinavie, sous la forme d'une sortie directe en DVD.
Le groupe sort son deuxième album studio, Color, en 2010, et le single Jitensha (自転車) est utilisé comme 13e chanson de fin de Naruto Shippuden. En 2013, le groupe figure sur le quatrième single solo de Mayu Watanabe, membre d'AKB48, Rappa Renshūchū,. La dernière sortie du groupe sur le label Sony serait leur compilation, Oreskaband Best [2003-2013], sortie en 2014, compilant des chansons de la première décennie du groupe.

### Signature chez Victor et changements
En 2014, Oreskaband signe chez Victor Music Arts, le mini-album Carry On! étant la première sortie du groupe sur le label. Leurs activités internationales se sont poursuivies, avec une performance américaine à Otakon en 2015, ainsi qu'une apparition sur BBC Radio au Royaume-Uni et la première performance américaine indépendante du groupe au Gramercy Theater à New York. En 2015, la saxophoniste et claviériste de longue date Morico entame une pause avec le groupe en prévision de son mariage et de son accouchement ; elle annonce ensuite  son départ officiel en janvier 2016. Le saxophoniste ADD sert de membre de soutien après le départ de Morico, et devient un membre à part entière du groupe en juin 2016, à temps pour participer à l'écriture et à l'enregistrement du troisième album studio du groupe, Slogan, qui sort en novembre 2016,. Cette configuration de la section de cuivres du groupe fait une apparition sur l'album éponyme de 2017 des Autocratics, notamment sur le duo On the Rainy Night, où l'on retrouve le chant d'iCas. Le groupe effectue également sa première tournée européenne en 2017, se produisant en République tchèque, en Allemagne, en Autriche, en Italie, en Suisse et aux Rencontres trans musicales en France.
Entre novembre 2021 et janvier 2022, le groupe sort les singles I'll Be There, She et Stormy, la dernière de ces trois sorties le 12 janvier 2022 accompagnée de l'annonce officielle du quatrième album studio du groupe, intitulé Bohemia, qui sort le 2 mars 2022,.
En août 2022, la bassiste Yume annonce qu'elle va s'éloigner du groupe après avoir été diagnostiquée de trouble de l'adaptation, ce qui aboutit finalement à son départ du groupe en janvier 2023. Elle explique qu'il faudrait encore du temps avant qu'elle puisse reprendre son rôle dans le groupe, et qu'elle ne souhaite pas que les fans attendent indéfiniment son retour.

## Membres

### Membres actuels
- iCas - chant, guitare électrique (depuis 2003)
- Hayami - trombone, MC (depuis 2003)
- Tae - batterie (depuis 2003)
- ADD - saxophone ténor (depuis 2016)

### Anciens membres
- Morico - saxophone ténor, clavier (2003-2016)
- Saki - trompette (2003-2018)
- Tomi - basse et chant (2003-2020)
- CC - clavier (2019-2021)
- Yume - basse (2021-2023)

### Membres de soutien
- Hisae Ōtomari - trompette (2019)
- Aki Kawano - basse (2020-2021)
- Natsuka Emi - trompette (depuis 2020)
- Miru Yamamoto - trompette (2021)

## Discographie

### Albums studio
- 2005 : Penpal (ペンパル?) (indépendant) - (2005)
- 2006 : Ore (俺?) - (19 juillet 2006)
- 2007 : WAO!! - (23 mai 2007)
- 2008 : What a Wonderful World Vol. 1 - (22 octobre 2008)
- 2009 : What a Wonderful World Vol. 2 - (15 avril 2009)
- 2010 : Color - (24 novembre 2010)
- 2013 : Hot Number (23 février 2013)
- 2013 : Hot Number - (27 février 2013)
- 2014 : BEST (2003-2013) - (26 février 2014)
- 2014 : Carry On! (31 août 2014)
- 2016 : Slogan (26 novembre 2016)
- 2022 : Bohemia (2 mars 2022)

### Singles
- Almond (アーモンド?) (1er novembre 2006)
- Wasuremono / Chuck (忘れもの / チャック?) (7 mars 2007)
- Tsumasaki (爪先; Fingertip?) (9 mai 2007)
- Jitensha (自転車; Bicycle?) (27 avril 2010)
- Carry On! (10 septembre 2014)
- NEXSPOT / ¡Fiebre! (9 mars 2016)
- Groovin' Work Stylee Feat Ja-Ge George (novembre 2017)
- Upside Down (novembre 2017)

### DVD
- 46 ORESKABAND -Warped Tour 2008- (22 octobre 2008)
- BEST (2003-2013) ORESKABAND Music Clip＆Message - (26 février 2014)